# Oestrich (Rheingau)
 Oestrich ist ein Stadtteil von Oestrich-Winkel im Rheingau-Taunus-Kreis in Hessen. Seit Juni 2005 ist in diesem Stadtteil die Stadtverwaltung in einem neu errichteten Bürgerzentrum zentral untergebracht.

## Geografische Lage
Oestrich im Rheingau ist der östliche der drei am Rhein gelegenen und baulich ineinander übergehenden Stadtteile Oestrich, Mittelheim und Winkel. Der Ort hat einen typischen Ortskern mit Marktplatz, dem alten Rathaus und der Pfarrkirche Sankt Martin, anders als die beiden anderen Stadtteile, die sich entlang der alten in Ost-West-Richtung durch den Rheingau führenden Straße entwickelt haben.
Die Oestricher Gemarkung zieht sich als Streifen von der Fahrrinne des Rheins mehr als 12 Kilometer weit über den Taunushauptkamm und den Ernstbach bis in den Hinterlandswald hinein. Die Breite der Gemarkung beträgt am Rhein etwa 2000 Meter und schließt im Osten gerade noch Schloss Reichartshausen mit ein, führt ungefähr entlang der Landstraße nach Hallgarten, dem vierten Oestrich-Winkeler Stadtteil, weicht dann der Hallgarter Gemarkung nach Westen aus und zieht sich an Pfingstbach, Dornbach und Solderbach zum Rabenkopf und dem Grauen Stein am Rheinhöhenweg hinauf. Hier hat die Gemarkung noch eine Breite von ungefähr 1500 bis 1000 Meter.
Oestrich ist im Osten und Norden von Weinbergen umgeben. Bis zum Waldrand überwiegt der Weinbau als landwirtschaftliche Nutzungsart.

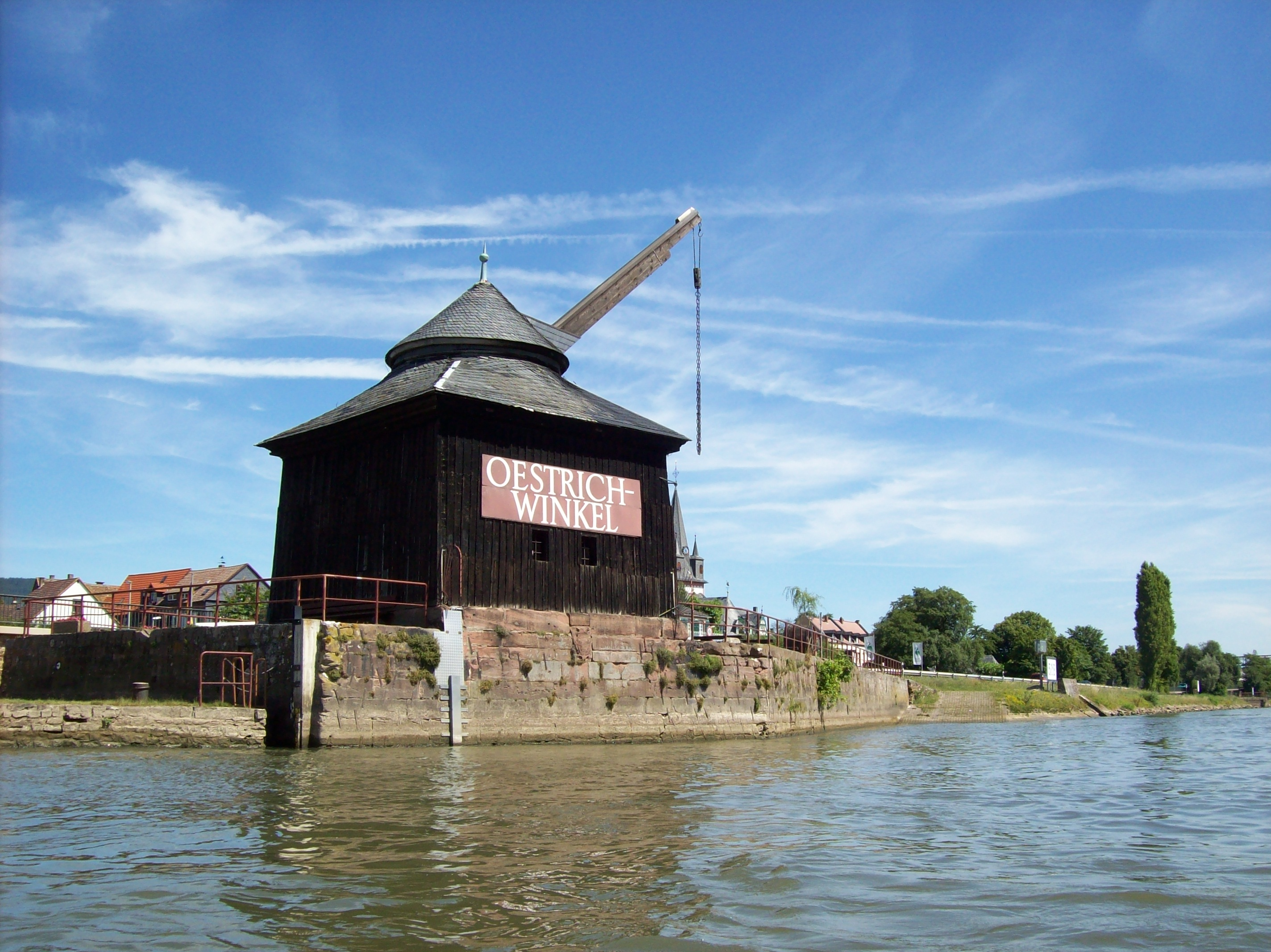
Oestricher Kran

Im Westen reicht die bebaute Ortslage bis an die Weinberge der Mittelheimer Gemarkung heran und im Süden liegt der Ortskern nahe an der Umgehungsstraße B 42 und am Rheinufer.

## Geschichte

### Chronik
Die älteste bekannte schriftliche Erwähnung von Oestrich erfolgte unter dem Namen Ostrich im Jahr 1198 in einer Nassauischen Urkunde.
Weitere Erwähnungen erfolgten unter den Ortsnamen (in Klammern das Jahr der Erwähnung): Ostrich  (1112), Osterich (1254) und Ostrich (1330). Vor dem 12. Jahrhundert liegen wenig Überlieferungen zur Ortsgeschichte vor.
Über dreihundert Jahre lang war Oestrich der Sitz des Kurmainzischen Mittelamtes von 1465 bis 1770, das neben Oestrich, Winkel, Mittelheim und Hallgarten, die heutigen Stadtteile Oestrich-Winkels, noch Johannisberg verwaltete. Diesem Mittelamt war vom Landesherren, dem Kurfürsten und Erzbischof von Mainz, ein Verladekran zugeteilt, um hauptsächlich Weinfässer auf Rheinschiffe zur Lieferung nach Köln, Amsterdam, Bremen, Frankfurt etc. zu laden. Oestrich war somit über Jahrhunderte traditioneller Warenumschlagsplatz für den Schiffsverkehr auf dem Rhein, speziell für den Wein aus dem Rheingau. Bis zum Bau des landgestützten Oestricher Krans war der Verladekran ein hölzerner Schwimmkran. Dieser 1744 erbaute Alte Rheinkran oder Weinverladekran anstelle des Schwimmkrans ist heute der letzte rechtsrheinische Tretkran und grüßt als Wahrzeichen von Oestrich-Winkel die Besucher weithin über den Fluss. Bis 1926 war er für Verladearbeiten als letzter Tretkran in Deutschland in Betrieb.
Im 17. und 18. Jahrhundert bauten zahlreiche begüterte Familien ihre Herrensitze an der Rheinuferfront. Die malerischen Fachwerkbauten, umrahmt von Birken und Weiden, sind noch heute am Rheinufer zu bewundern.
Nach Auflösung des Kurstaates ging Oestrich 1803 an Nassau-Usingen und gehörte zur Zeit des Herzogtums Nassau zum Amt Eltville. Nach der Annexion des Herzogtums durch Preußen wurde der Ort 1867 dem Rheingaukreis im Regierungsbezirk Wiesbaden zugeordnet.
Im Jahr 1859 gründete Rudolph Koepp eine Chemische Fabrik in Oestrich, die zunächst Erdfarben und Zement und dann als erste in Deutschland Oxalsäure und Ameisensäure industriell produzierte. Das Werksgelände dehnte sich östlich der Ortslage zwischen der Rheingaustraße und dem Rheinufer über mehr als zehn Hektar aus, verfügte über einen Gleisanschluss, einen Umschlagplatz für die Frachtschifffahrt und war bis in die 1980er Jahre der größte Arbeitgeber am Ort. Seitdem wurde ein großer Teil des Betriebsgeländes in einen Gewerbepark umgewandelt. Das verbliebene Gelände war bis 2018 Standort der Koepp Schaum GmbH und wurde 2020 an einen Projektentwickler aus Ingelheim verkauft.
Ein Relikt aus der Zeit der chemischen Fabrik sind die Kaimauer und ein stillgelegter Portalkran. Dieser für den Betriebsablauf wichtige Güterumschlagplatz erschwerte die Planungen für den Bau einer Umgehungsstraße am Rheinufer. Zum Schutz des Verkehrs auf der Bundesstraße 42 vor womöglich vom Kran herabfallenden Teilen wurde diese auf einer Länge von mehr als 100 Metern ummauert und überdacht. Dieses Bauwerk wird landläufig Oestricher Tunnel genannt. Seit 1997 waren die Kaianlagen und der Portalkran außer Betrieb. Der Portalkran wurde Anfang Juli 2009 abgebaut und der Tunnel im 3. Quartal 2016 abgerissen.

### Gebietsreform
Im Zuge der Gebietsreform in Hessen wurde zum 1. Juli 1972 durch den freiwilligen Zusammenschluss der bis dahin selbständigen Gemeinden Mittelheim, Oestrich (Rheingau) und Winkel die neue Gemeinde Oestrich-Winkel gebildet. Gleichzeitig wurden der neuen Gemeinde durch die Landesregierung das Recht verliehen, sich Stadt zu nennen. Letzter Bürgermeister der selbständigen Gemeinde Oestrich war Paul Lammoth. Seit 2016 gibt es für alle Stadtteile einen Ortsbezirk mit Ortsbeirat und Ortsvorsteher.

### Territorialgeschichte und Verwaltung im Überblick
Die folgende Liste zeigt im Überblick die Territorien, in denen Oestrich lag, bzw. die Verwaltungseinheiten, denen es unterstand:
- 1604: Heiliges Römisches Reich, Kurfürstentum Mainz, Mittelamt Oestrich
- vor 1803: Heiliges Römisches Reich, Kurfürstentum Mainz, Unteres Erzstift, Vizedomamt Rheingau, Amtskellerei Eltville und Amtsvogtei Erbach
- ab 1803: Heiliges Römisches Reich, Fürstentum Nassau-Usingen (durch Reichsdeputationshauptschluss), Vicedomamt Rheingau, Amtskellerei Eltville
- ab 1806: Rheinbund, Herzogtum Nassau, Amtskellerei Eltville
- ab 1815: Deutscher Bund, Herzogtum Nassau, Amt Eltville
- ab 1849: Deutscher Bund, Herzogtum Nassau, Regierungsbezirk Wiesbaden, Kreisamt Rüdesheim (Justizamt Eltville bis 1854)
- ab 1854: Deutscher Bund, Herzogtum Nassau, Amt Eltville
- ab 1867: Norddeutscher Bund, Königreich Preußen, Provinz Hessen-Nassau, Regierungsbezirk Wiesbaden, Rheingaukreis (Trennung zwischen Justiz (Amtsgericht Eltville) und Verwaltung)
- ab 1871: Deutsches Reich, Königreich Preußen, Provinz Hessen-Nassau, Regierungsbezirk Wiesbaden, Rheingaukreis
- ab 1919: Deutsches Reich, Freistaat Preußen, Provinz Hessen-Nassau, Regierungsbezirk Wiesbaden, Rheingaukreis
- ab 1944: Deutsches Reich, Freistaat Preußen, Provinz Nassau, Rheingaukreis
- ab 1945: Amerikanische Besatzungszone, Groß-Hessen, Regierungsbezirk Wiesbaden, Rheingaukreis
- ab 1949: Bundesrepublik Deutschland, Land Hessen, Regierungsbezirk Wiesbaden, Rheingaukreis
- ab 1968: Bundesrepublik Deutschland, Land Hessen, Regierungsbezirk Darmstadt, Rheingaukreis
- am 1. Juli 1972 als Stadtteil zu neu gebildeten Stadt Oestrich-Winkel
- ab 1977: Bundesrepublik Deutschland, Land Hessen, Rheingau-Taunus-Kreis

### Einwohnerentwicklung

#### Einwohnerzahlen
| Quelle: Historisches Ortslexikon    |
| • 1525: 243 Herdstellen             |
| • 1700: 103 Bürger und 11 Beisassen |

| Oestrich: Einwohnerzahlen von 1802 bis 2015 | Oestrich: Einwohnerzahlen von 1802 bis 2015 | Oestrich: Einwohnerzahlen von 1802 bis 2015 | Oestrich: Einwohnerzahlen von 1802 bis 2015 | Oestrich: Einwohnerzahlen von 1802 bis 2015 |
| --- | ------------------------------------------- | ------------------------------------------- | ------------------------------------------- | ------------------------------------------- |
| Jahr |                                             |                                             |                                             | Einwohner                                   |
| 1802 | 1802                                        |                                             | 1.509                                       | 1.509                                       |
| 1834 | 1834                                        |                                             | 1.828                                       | 1.828                                       |
| 1840 | 1840                                        |                                             | 1.874                                       | 1.874                                       |
| 1846 | 1846                                        |                                             | 1.734                                       | 1.734                                       |
| 1852 | 1852                                        |                                             | 1.702                                       | 1.702                                       |
| 1858 | 1858                                        |                                             | 1.730                                       | 1.730                                       |
| 1864 | 1864                                        |                                             | 1.741                                       | 1.741                                       |
| 1871 | 1871                                        |                                             | 1.907                                       | 1.907                                       |
| 1875 | 1875                                        |                                             | 2.004                                       | 2.004                                       |
| 1885 | 1885                                        |                                             | 2.222                                       | 2.222                                       |
| 1895 | 1895                                        |                                             | 2.431                                       | 2.431                                       |
| 1905 | 1905                                        |                                             | 2.881                                       | 2.881                                       |
| 1910 | 1910                                        |                                             | 2.869                                       | 2.869                                       |
| 1925 | 1925                                        |                                             | 3.016                                       | 3.016                                       |
| 1939 | 1939                                        |                                             | 3.134                                       | 3.134                                       |
| 1946 | 1946                                        |                                             | 3.864                                       | 3.864                                       |
| 1950 | 1950                                        |                                             | 4.079                                       | 4.079                                       |
| 1956 | 1956                                        |                                             | 4.018                                       | 4.018                                       |
| 1961 | 1961                                        |                                             | 3.967                                       | 3.967                                       |
| 1967 | 1967                                        |                                             | 4.005                                       | 4.005                                       |
| 1970 | 1970                                        |                                             | 3.979                                       | 3.979                                       |
| 1980 | 1980                                        |                                             | ?                                           | ?                                           |
| 1990 | 1990                                        |                                             | ?                                           | ?                                           |
| 2000 | 2000                                        |                                             | ?                                           | ?                                           |
| 2011 | 2011                                        |                                             | 3.705                                       | 3.705                                       |
| 2015 | 2015                                        |                                             | 3.899                                       | 3.899                                       |
| Datenquelle: Historisches Gemeindeverzeichnis für Hessen: Die Bevölkerung der Gemeinden 1834 bis 1967. Wiesbaden: Hessisches Statistisches Landesamt, 1968. Weitere Quellen: LAGIS; Gemeinde Oestrich-Winkel; Zensus 2011 |                                             |                                             |                                             |                                             |

#### Einwohnerstruktur
Nach den Erhebungen des Zensus 2011 lebten am Stichtag, dem 9. Mai 2011, in Oestrich 3705 Einwohner. Darunter waren 264 (7,1 %) Ausländer.
Nach dem Lebensalter waren 654 Einwohner unter 18 Jahren, 1584 zwischen 18 und 49, 753 zwischen 50 und 64 und 714 Einwohner waren älter.
Die Einwohner lebten in 1758 Haushalten. Davon waren 654 Singlehaushalte, 489 Paare ohne Kinder und 483 Paare mit Kindern, sowie 102 Alleinerziehende und 30 Wohngemeinschaften. In 369 Haushalten lebten ausschließlich Senioren und in 1218 Haushaltungen lebten keine Senioren.

#### Religionszugehörigkeit
| • 1885: | 089 evangelische (= 4,01 %), 2096 katholische (= 94,33 %) Einwohner                                                                          |
| • 1961: | 195 evangelische (= 18,91 %), 812 katholische (= 78,76 %), 3 anderer christlich-konfessioneller (= 0,14 %), 34 jüdische (= 1,53 %) Einwohner |

## Kultur

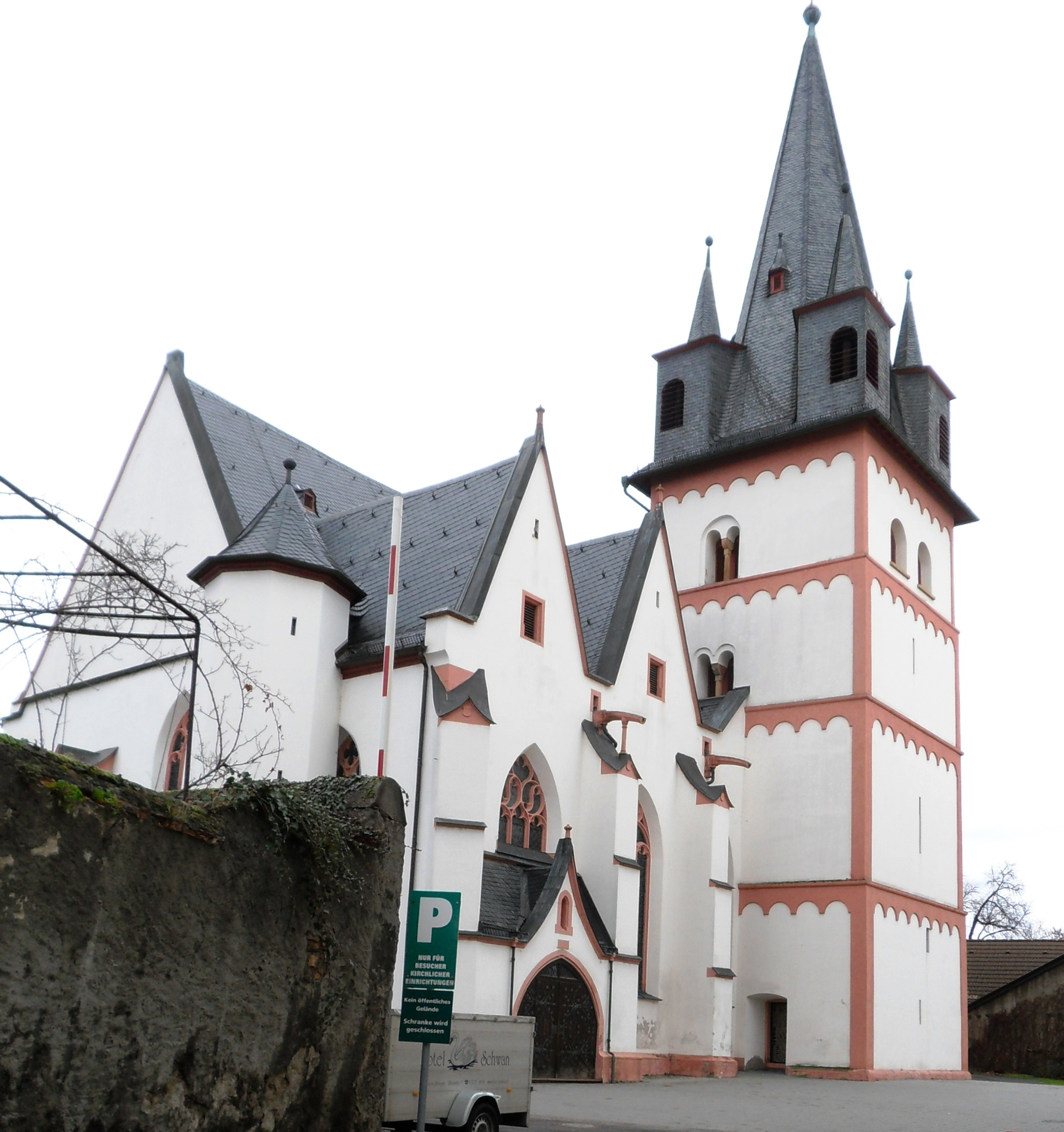
Pfarrkirche St. Martin

Die katholische Pfarrkirche St. Martin wurde 1508 erbaut und 1635 im Dreißigjährigen Krieg von den Schweden niedergebrannt. Der Wiederaufbau zog sich bis 1893 hin, als Pfarrer Rody die Restauration im spätgotischen Stil abschloss. Zu dieser Zeit wurden die Innengewölbe wieder eingezogen, die Sakristei erweitert und eine Marienkapelle und eine Beichtkapelle angebaut. An Stelle dieser Kirche ließ vermutlich Rabanus Maurus um 850, ebenfalls St. Martin geweiht, eine erste Kirche und damit die wohl älteste Pfarrei im Rheingau errichten.
Der zwei Kilometer nördlich der Ortslage an der Gemarkungsgrenze zu findende jüdische Friedhof von Oestrich-Winkel ist der älteste erhaltene jüdische Friedhof im Rheingau. Bestattungen sind für die Zeit von 1625 bis 1974 belegt. Bis 1890 wurde der Friedhof auch von anderen jüdischen Gemeinden im Rheingau genutzt, bis diese teilweise eigene Friedhöfe bekamen.
Nahe bei Oestrich sind in den Weinbergen die Reste des Zisterzienserinnenklosters Gottesthal (1213–1811) zu finden. Das verbliebene Pfortenhaus steht heute unter Denkmalschutz.
In Oestrich befinden sich die Geschäftsräume der Rheingau Musik Festival Konzertgesellschaft.

## Persönlichkeiten
- Karl Wagner (1828–1880), Gutsbesitzer und Mitglied des Preußischen Abgeordnetenhauses sowie der Zweiten Kammer der Landstände des Herzogtums Nassau
- Gerd Klier (1944–2011), Profifußballer, unter Vertrag bei HSV/Freiburger FC/Mainz 05/FC Villingen, Torschützenkönig Regionalliga Süd 1969/1970, Regionalliga Südwest 1973/1974